# Saint-Maurice-de-Satonnay
Saint-Maurice-de-Satonnay este o comună în departamentul Saône-et-Loire, Franța. În 2009 avea o populație de 418 de locuitori.

## Evoluția populației
| An        | 1975 | 1982 | 1990 | 1999 | 2006 | 2009 |
| --------- | ---- | ---- | ---- | ---- | ---- | ---- |
| Populație | 275  | 313  | 349  | 346  | 415  | 418  |